# Команда Гойтів

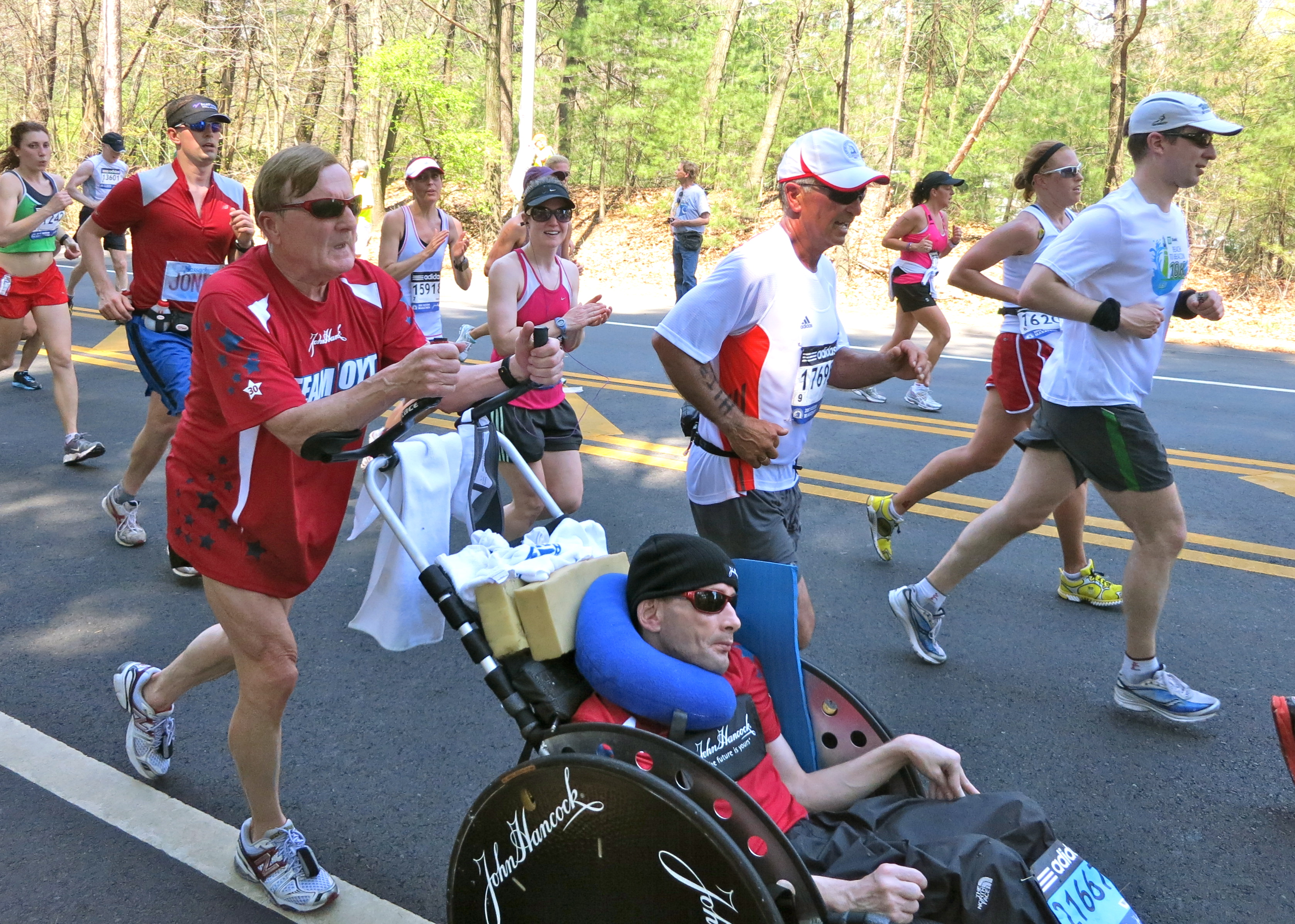
Команда Гойтів під час забігу в Веллеслі, Массачусетс. 2012-й рік.

Команда Гойтів (англ. Team Hoyt) - американський спортивний дует, членами якого були Дік Гойт (1 червня 1940 – 17 березня 2021) та його син Рік Гойт (10 січня 1962 – 22 травня 2023 ). Команда брала участь у змаганнях з бігу та тріатлону, зокрема в понад 30 забігах на Бостонському марафоні й у змаганнях Ironman. Рік був хворий на церебральний параліч. Під час змагань Дік тягнув Ріка в човні під час запливів, візйого на сидінні, встановленому на кермі спереду велосипеда, та штовхав у кріслі колісному під час бігу. Команду Гойтів було введено до Зали слави Ironman та нагороджено премією Jimmy V під час церемонії нагородження ESPY від ESPN ("спортивний Оскар") як "гідних членів спортивного світу, які подолали великі перешкоди завдяки наполегливості та рішучості".

## Ранні роки Ріка Гойта
Рікові Гойту при народженні поставили діагноз церебральний параліч після того, як пуповина обвилася навколо шиї, наслідком чого стало блокування потоку кисню. В результаті його мозок не міг належним чином контролювати м'язи.  Багато лікарів заохочували Гойтів помістити Ріка до лікарні, запевняючи, що він буде не більше ніж "овочем".  Але батьки трималися за той факт, що очі Ріка рухалися за ними, коли ті ходили кімнатою, що давало їм надію, що колись він якимось чином зможе спілкуватися.  Гойти щотижня возили Ріка до дитячої лікарні в Бостоні, де вони зустріли лікаря, який заохочував Гойтів ставитися до Ріка як до будь-якої іншої дитини. Мати Ріка, Джуді, щодня годинами вчила Ріка абетці за допомогою карток з літерами та розміщувала таблички на кожному предметі в домі. За короткий проміжок часу Рік вивчив абетку. 
Коли Рікові було 11 років, йому за наполягання батьків установили комп'ютер, який дозволив йому спілкуватися, і стало зрозуміло, що Рік розумний.  Завдяки цьому комунікаційному пристрою Рік також вперше зміг відвідувати державні школи. 
Рік закінчив Бостонський університет у 1993 році, отримавши ступінь зі спеціальної освіти. Пізніше він працював у Бостонському коледжі в комп'ютерній лабораторії проєкту EagleEyes під керівництвом професора Джеймса Гіпса, допомагаючи розробляти системи для допомоги в комунікації та інших завданнях для людей з інвалідністю. Унікальний підхід Ріка до ідентифікації слів за допомогою словесних підказок був використаний як основа для комунікаційного програмного забезпечення проекту EagleEyes Бостонського коледжу.  

## Історія команди

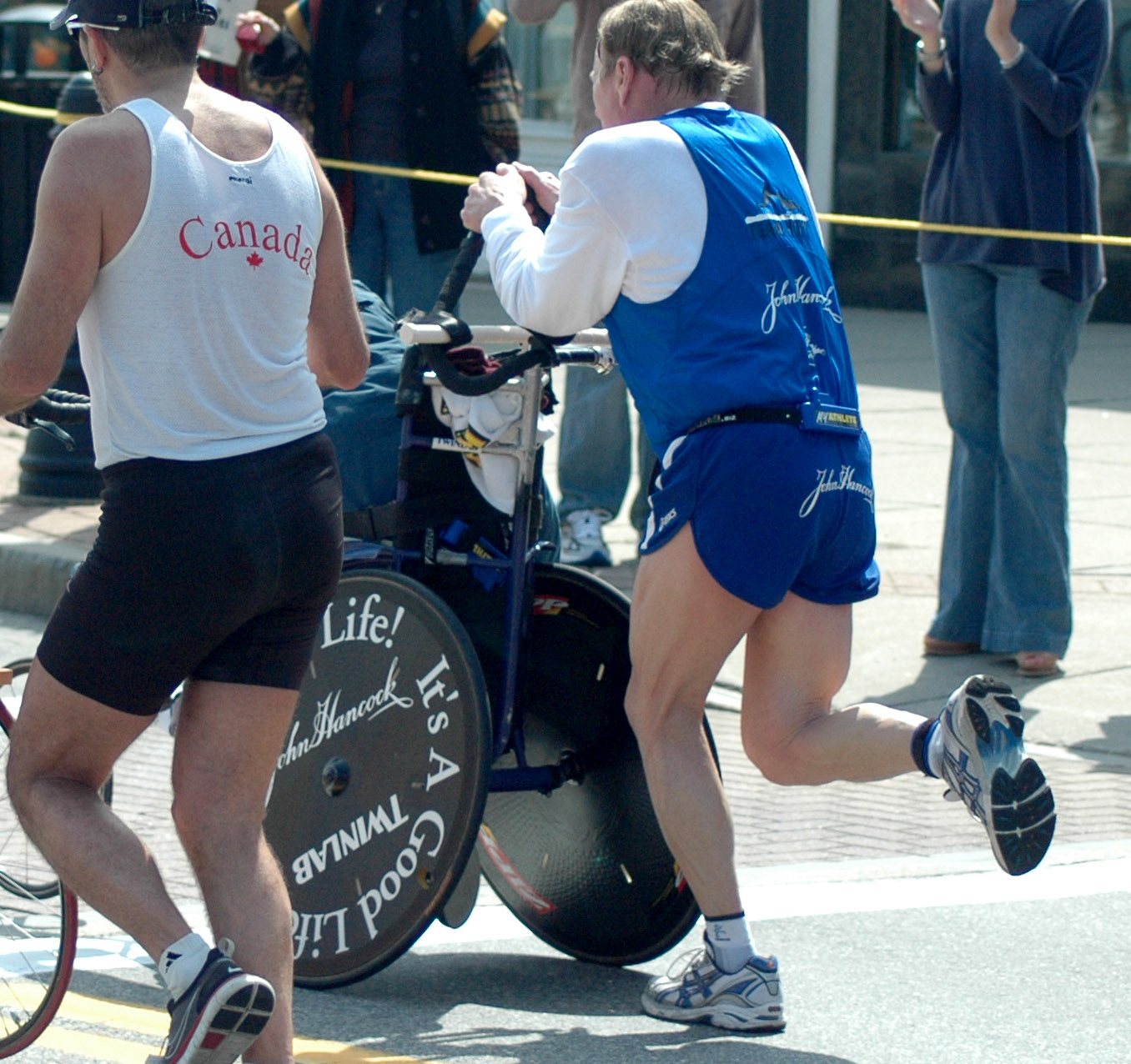
Команда Гойтів на Бостонському марафоні 2008 року, ближче до середини дистанції

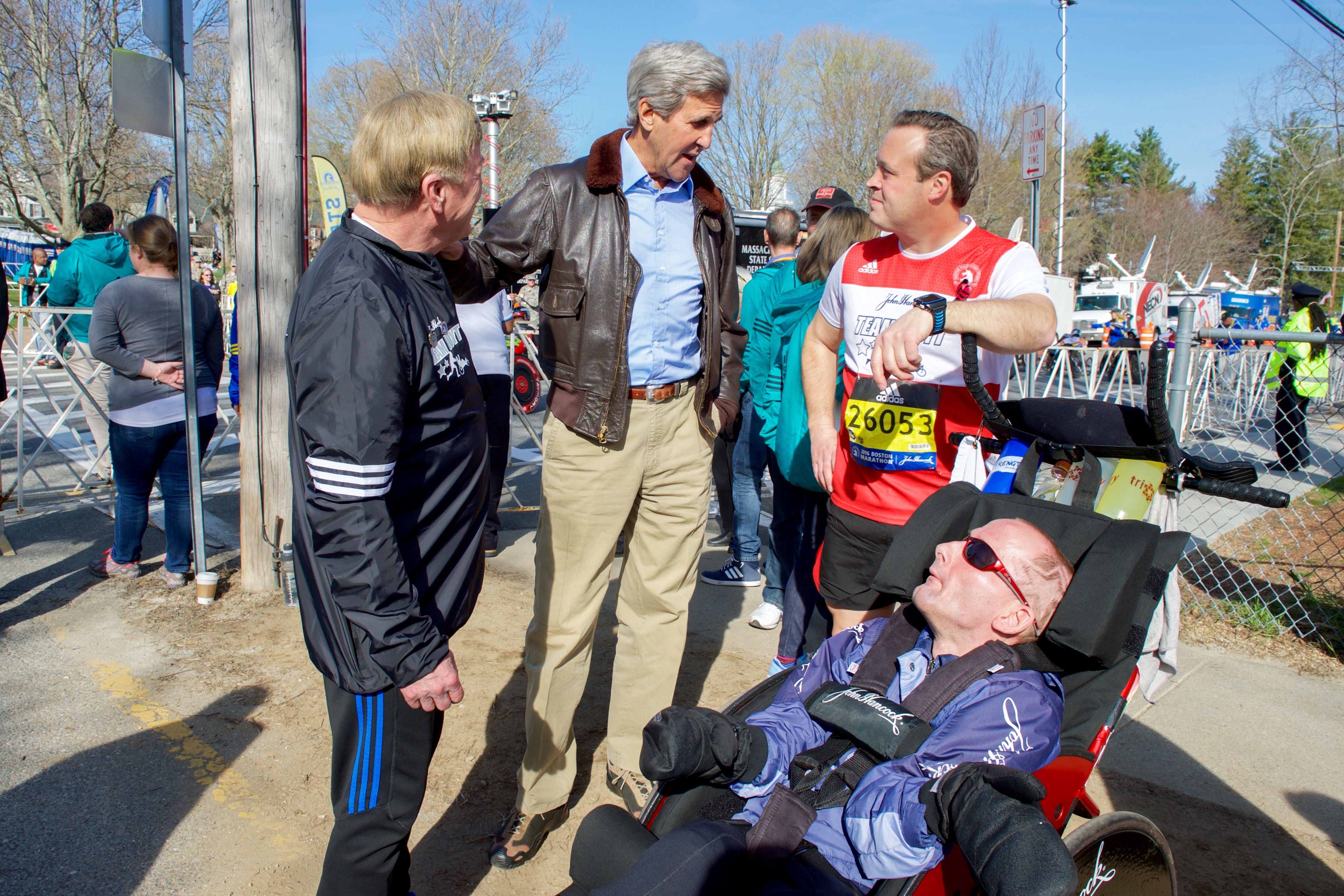
Зліва направо: Дік Гойт, Джон Керрі, Браян Лайонс та Рік Гойт перед Бостонським марафоном 2016 року

Команду Гойтів було засновано 1977 року, коли Рік запитав свого тата, чи зможуть вони разом взяти участь у забігу на підтримку хлопця з його школи, який грав у лакрос і став паралізованим. Рік хотів довести, що життя триває, незважаючи на інвалідність.  Дікові Гойт,у підполковнику Повітряних сил Національної гвардіїї США у відставці, на той момент було 36 років і він не був бігуном. Після їхнього першого забігу Рік сказав: "Тату, коли я біжу, мені здається, що в мене немає інвалідності". Після їхнього першого забігу на п'ять миль Дік почав бігати щодня з мішком цементу в інвалідному візку, бо Рік навчався у школі й не міг тренуватися з ним. Дік зміг настільки покращити свою фізичну форму, що навіть підштовхуючи сина, він зміг встановити особистий рекорд, пробігши дистанцію 5 кілометрів за 17 хвилин. 
До березня 2016 року Гойти взяли участь у 1130 змаганнях на витривалість, включаючи 72 марафони та шість тріатлонів Ironman. У період з 1980 по 2014 роки вони взяли участь у Бостонському марафоні 32 рази. На додачу до цього, Дік та Рік у 1992 році проїхали на велосипеді та пробігли через усі США, подолавши повні 3 735 миль (6 011 км) за 45 днів.  Вони також брали участь у змаганнях з тріатлону. Під час плавальної частини тріатлону Дік використовував мотузку, прикріплену до його тіла, щоб тягнути човен, у якому сидів Рік. Під час велосипедної частини Рік їхав на передній частині спеціально розробленого тандемного велосипеда.  Під час бігу Дік штовхав Ріка в його кріслі колісному.
На Бостонському марафоні 2013 року команді Гойтів залишалося близько милі, коли біля фінішу вибухнули дві бомби; їх зупинили офіційні особи, разом з тисячами інших бігунів, які все ще брали участь у забігу. Вони не постраждали. 
21 квітня 2014 року Гойти завершили Бостонський марафон, попередньо оголосивши, що це буде їхній останній спільний забіг.  З 2015 по 2019 рік крісло Ріка штовхав у Бостонському марафоні Браян Лайонс, стоматолог з Біллерики, штат Массачусетс; Лайонс помер у червні 2020 року у віці 50 років.
Дік Гойт помер у віці 80 років уві сні у своєму будинку в Голланді, штат Массачусетс, 17 березня 2021 року, після певних проблем зі здоров'ям.   Рік Гойт помер від ускладнення респіраторного захворювання у Лестері, штат Массачусетс, 22 травня 2023 року, за два роки по смерті батька.  Йому був 61 рік. 

### Нагороди та почесні звання

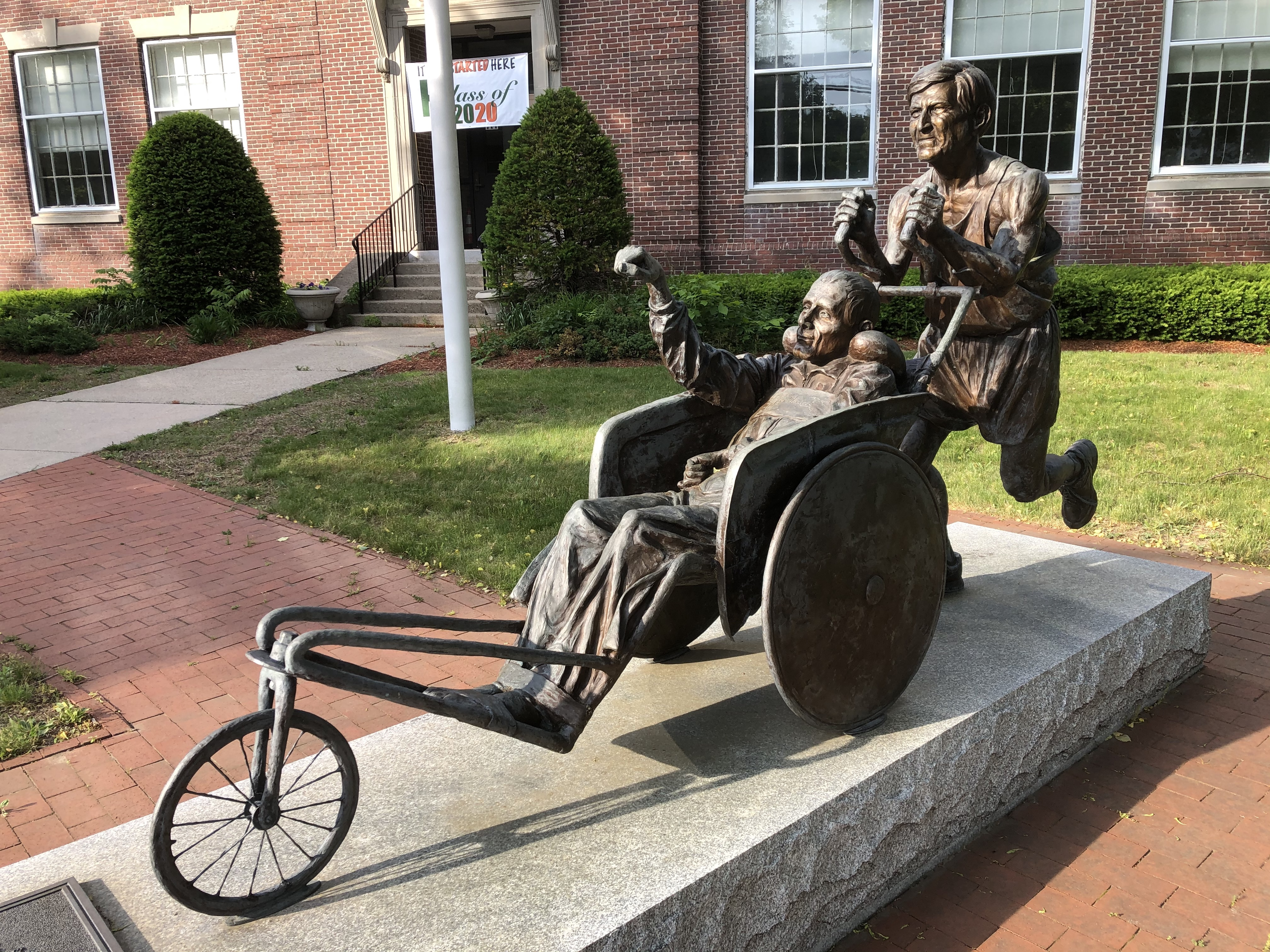
Статуя Гойтів біля старту Бостонського марафону в Гопкінтоні, штат Массачусетс

Команду Гойтів було введено до Зали слави Ironman у 2008 році. 
ESPN вшанувала команду Гойтів нагородою Jimmy V на церемонії вручення премії ESPY Award 17 липня 2013 року. 
Команду Гойтів також зображували на надихаючих білбордах у США 

### Історія перегонів
| Відстань                       | Кількість                  |
| ------------------------------ | -------------------------- |
| Тріатлони                      | 257                        |
| Дистанції Ironman              | 6 (включено до триатлонів) |
| Ironman 70.3                   | 7 (входить до триатлонів)  |
| Дуатлони                       | 22                         |
| Марафони (Бостонські марафони) | 72 (32)                    |
| 20 миль                        | 8                          |
| 29,6 км                        | 8                          |
| Напівмарафони                  | 97                         |
| 20 км                          | 1                          |
| 10 миль                        | 37                         |
| 15 км                          | 8                          |
| Falmouth 7 miles (7 миль)      | 37                         |
| 11 км                          | 2                          |
| 10 км                          | 219                        |
| 5 миль                         | 162                        |
| 8 км                           | 4                          |
| 7.1 км                         | 1                          |
| 4 милі                         | 18 років                   |
| 5 км                           | 176                        |

Станом на 22 березня 2016 року, загальна кількість становить 1130 змагань.